# Сиань (Ляоюань)
Сиа́нь (кит. упр. 西安, пиньинь Xī'ān) — район городского подчинения городского округа Ляоюань провинции Гирин (КНР). Название района является историческим: изначально на этих землях был образован именно уезд Сиань, и лишь затем уезд был переименован в Дунляо, а его административный центр — в Ляоюань, чтобы избежать путаницы с городом Сиань в провинции Шэньси.

## История
Район Сиань был образован 22 декабря 1983 года.

## Административное деление
Район Сиань делится на 6 уличных комитетов и 1 волость.

## Соседние административные единицы
Район Сиань на юге граничит с районом Луншань, с остальных сторон окружён уездом Дунляо.